# Kadtal, Sedam
Kadtal là một làng thuộc tehsil Sedam, huyện Gulbarga, bang Karnataka, Ấn Độ.